# Emma Holmqvist
Emma Holmqvist, född den 30 april 2006, är en svensk fotbollsspelare, som spelar som försvarare, och som representerar Växjö DFF.

## Biografi
Holmqvist spelade i Husqvarna innan hon flyttade till Växjö DFF där hon debuterade i damallsvenskan 2024. Hon har även representerat svenska damlandslaget på U17-, U19- och U23-nivån.